# Xã South Sugar Creek, Quận Randolph, Missouri
Xã South Sugar Creek (tiếng Anh: South Sugar Creek Township) là một xã thuộc quận Randolph, tiểu bang Missouri, Hoa Kỳ. Năm 2010, dân số của xã này là 7.499 người.